# SimCity Social
 (mai 2025).
SimCity Social est un jeu social présent sur le réseau Facebook sur lequel les utilisateurs créent leur propre ville et interagissent avec les villes de leurs amis facebook. Il a été développé par Maxis et Playfish et publié par Electronic Arts. Annoncé à l'E3 2012 pendant la conférence de presse EA le 4 juin 2012 ,, il est sorti le 25 juin 2012.
Le 15 avril 2013, Electronic Arts a annoncé la fermeture du jeu pour le 14 juin 2013. Les achats effectués en monnaie réelle ont été perdus à cette date.

## Objectif
Comme pour son ancêtre SimCity, l'objectif de Simcity Social consiste à construire une ville. Sont ajoutés à cette version des objectifs optionnels à atteindre, introduits sous forme de quêtes.

## Système de Jeu
Le jeu est basé sur les ressources. Les joueurs doivent collecter diverses ressources qu'ils consomment ensuite pour développer ou gérer leur ville.
Le développement s'effectue en cliquant directement sur les bâtiments de la ville ou sur les terrains non construits autour de la ville. Cette opération donne accès soit à un menu présentant les ressources requises pour l'action souhaitée, soit à une série d'opérations réalisables pour accomplir les quêtes.
Certaines ressources se créent en un temps défini, quand d'autres s'obtiennent directement par interaction avec les bâtiments, lors de visites ou requêtes de la part des voisins. Elles peuvent aussi être achetées à l'aide d'une carte bancaire, via le système de paiement PayPal ou par utilisation du crédit de téléphone, sur le magasin en ligne du développeur.

### Les Ressources
- L'Énergie est la ressource nécessaire à la majorité des actions. Elle est comptabilisée à raison d'une unité d'énergie toutes les 3 minutes. Elle peut être aussi achetée sous forme de batteries qui peuvent être utilisées à n'importe quel moment du jeu. Elle peut aussi être offerte par les autres joueurs (ce qui ne réduira pas le capital d'énergie du donneur) ou peut encore être gagnée en visitant et interagissant avec les villes voisines. La barre d'Énergie se remplit entièrement lorsque le joueur atteint un nouveau niveau d'expérience.
- Les diamants peuvent être gagnés en réalisant certaines quêtes et à chaque fois qu'un nouveau niveau est atteint. Les diamants sont requis pour utiliser le contenu Premium.
- Les Simflouz sont la monnaie du jeu. Ils sont accumulés en interagissant avec les commerces et les fermes.
- Les matériaux sont utilisés pour construire ou améliorer des bâtiments. Ils sont engrangés par interactions avec les usines ou en envoi de trains grâce à la gare ferroviaire.
- La Renommée s'obtient par le joueur en interagissant avec les territoires voisins. Elle peut être utilisée pour construire des objets spéciaux.
- L'expérience apparaît sous forme d'étoiles turquoises et s'ajoute à la barre de niveau du joueur. Quand l'expérience atteint 100 %, le changement de niveau est récompensé par des simflouz, un diamant et une régénération du temps.
- Les Objets à collectionner s'obtiennent par interaction avec les différents bâtiments. Ils sont utilisés pour développer les bâtiments après avoir été achetés ou pour compléter des quêtes. La plupart des objets à collectionner ont un lien avec la nature du bâtiment dont ils sont issus, comme les Talons de Tickets provenant des Attractions ou les Radios dans les Hôpitaux.
- Les augmentations de population débloquent des quêtes spécifiques ou de nouveaux bâtiments. Cela permet aussi d'améliorer la maison du maire.
- Les voisins (les autres joueurs, amis via Facebook) peuvent être embauchés comme personnel dans certains bâtiments et leur paie vient s'ajouter aux simflouzes de la ville. Les établissements et les fermes nécessitent le recrutement d'amis-voisins de jeu sur SimCity Social pour être entièrement opérationnels.

### Construire sa ville
La construction ne peut se faire que sur un terrain plat et solide où les arbres ont été coupés. Chaque construction du joueur peut être déplacée à condition que d'avoir atteint le niveau de développement minimum. Mais des outils permettent de les déplacer même à l'état non finis.
Certains bâtiments existants peuvent être développés par le joueur, certains requièrent des diamants pour être déplacés. 
La ville de départ est une petite zone centrale développable et le joueur doit acheter plus de terrain pour l'agrandir en utilisant des simflouz et des Permis fonciers.
Les bâtiments se divisent en 10 catégories, certains d'entre eux requièrent un minimum de population pour être débloqués.
- Les routes connectent les bâtiments ensemble. Elles ne  coûtent rien à construire ou à détruire. Les développements qui ne sont pas connectés à des routes peuvent ne pas fonctionner correctement.
- Les maisons coûtent 100 simflouz et une unité d'énergie. Elles génèrent de la population en se développant, et elles se développent en fonction de leur distance par rapport au front de mer ou des bâtiments comme la Tour Eiffel. Il n'y a pas de manière directe d'influencer la population des maisons autre que de construire des objets qui augmentent la population tels que les décorations.
- Les Fermes - Les deux types de fermes, l'expolitation maraîchère et l'élevage, s'achètent avec des simflouz et leurs cultures génèrent des simflouz et des marchandises, qui sont aussi nécessaires pour upgrader les bâtiments.
- Les commerces - Il y a de nombreux types différents de commerces. Tandis que certains sont le produit des quêtes, d'autres nécessitent des diamants, de la renommée ou des simflouz. Les commerces génèrent des simflouz.
- Les usines - Les usines sont aussi nombreuses et diverses que les commerces. Elles s'obtiennent de la même manière. Les usines génèrent régulièrement des matériaux et engendrent de la pollution.
- Les Attractions - Ce sont des grandes structures où les gens peuvent se divertir. Elles accroissent la population des maisons situées aux alentours.
- Les Décorations - Elles incluent les statues, panneaux, avions, pelouses, fleurs, pavés et les petites structures de divertissement. Elles augmentent la population des maisons autour et s'achètent avec des simflouz, des matériaux, des diamants ou s'obtiennent en accomplissant des quêtes.
- Les établissements - Hôpital, Caserne de pompiers ou Commissariat - leur construction nécessite des simflouz et des matériaux. Quand ils sont opérationnels, les véhicules quittent les établissements pour venir à bout des incendies, crimes ou urgences médicales.
- Les Monuments - Ce sont de larges structures qui ont un impact significatif sur la population des maisons dans leur rayon. Les monuments peuvent s'obtenir grâce aux quêtes, ou s'acheter avec des simflouz, des matériaux ou de la renommée.
- Ami et Ennemi - Vos voisins peuvent être amis ou ennemis et leur avatar dans la barre des voisins le mentionne. Vous pouvez en interagissant avec leurs villes générer des cadeaux bénéfiques ou maléfiques (montgolfières, soucoupes volantes qui enlèvent les habitants) que vous lachez sur les villes de ces voisins.
- Ville jumelée - Vous pouvez avoir également une ville jumelée avec un voisin de jeu qui vous permet d'obtenir des prestations particulières comme cadeaux ou objets.